# London Thamesport

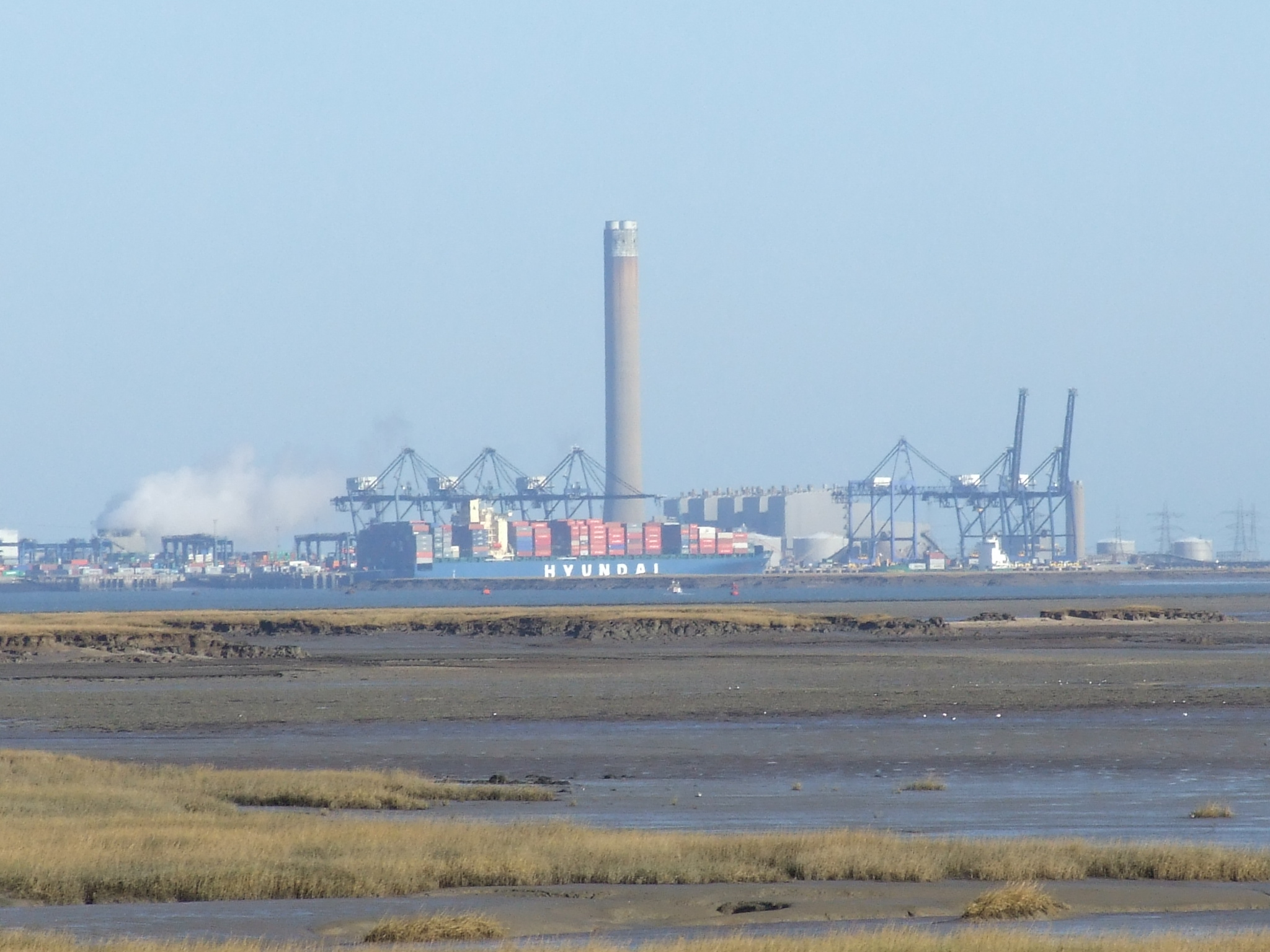
Der Medway, London Thamesport und das Kraftwerk Grain

London Thamesport (bis 19. Juni 2008: Thamesport) ist ein nordöstlich von Rochester in der Grafschaft Kent gelegener Tiefwasserhafen zum Containerumschlag. Der ab 1989 auf einer Industriebrache entstandene Hafen befindet sich auf dem südlichen Teil der Isle of Grain an der Mündung des Flusses Medway in das Ästuar der Themse.

## Geschichte
Im Süden der Isle of Grain, die seit der Verfüllung eines Flussarmes nur mehr die Spitze der Halbinsel Hoo ist, entstand nach dem Zweiten Weltkrieg mit der „Kent Oil Refinery“ eine große Erdölraffinerie der Anglo-Persian Oil Company (später British Petroleum). Bereits seit 1928 bestand dort ein Tanklager mit angeschlossenem Hafen. Ab 1953 wurden in einem über 4 km² großen Areal jährlich bis zu zehn Millionen Tonnen Rohöl verarbeitet. Zu den Abnehmern der dort hergestellten Mineralölprodukte zählten insbesondere die nahe gelegenen Ölkraftwerke Grain und Kingsnorth. Nach knapp drei Jahrzehnten wurde die Raffinerie am 27. August 1982 zugunsten moderner BP-Standorte geschlossen. Die Anlage wurde durch die damals noch staatliche Gesellschaft British Gas übernommen, die auf einem kleinen Teil der Fläche eine Anlage zur Lagerung von Flüssigerdgas (LNG) errichtete. Mehr als drei Viertel des Areals blieben jedoch zunächst ungenutzt.
1987 stellte British Gas Pläne vor, einen Seehafen zum Containerumschlag auf einem 0,87 km² großen Teil des brachliegenden Raffineriegeländes zu errichten. Unter Kritik von Umweltschützern, die Schäden am Ökosystem der Themse-Mündung befürchteten, wurde 1989 mit dem Bau begonnen. Die Finanzierung des 150 Millionen britische Pfund teuren, auf den Namen Thamesport getauften Bauvorhabens, erfolgte durch die Betreibergesellschaft Thamesport Ltd über Risikokapital. Bereits im März 1990 konnte der Umschlagbetrieb mit einer Kapazität von rund 360.000 TEU pro Jahr aufgenommen werden.
Thamesport wurde landseitig zunächst ausschließlich über die Straße angebunden, obwohl grundsätzlich eine Bahnstrecke von Gravesend auf die Isle of Grain zur Verfügung stand, die auch von anderen, auf dem ehemaligen Raffinerieareal niedergelassenen Unternehmen genutzt wurde. Unter Verwendung eines staatlichen Zuschusses in Höhe von 1,8 Millionen britischen Pfund entstand ab Januar 1992 ein Güterbahnhof mit Gleis- und Umschlaganlagen auf dem Thamesport-Gelände, der Ende desselben Jahres in Betrieb genommen werden konnte.
Die vereinbarte Rückzahlung von Risikokapital in Höhe von rund 100 Millionen britischen Pfund führte die Betreibergesellschaft Thamesport Ltd in der ersten Hälfte der 1990er Jahre in finanzielle Schwierigkeiten. Nachdem zeitweise ein Banken-Konsortium die Aufsicht über das Unternehmen geführt hatte, erwarb das Investmentunternehmen Rutland Partners LLP im Dezember 1995 für 25 Millionen britische Pfund 95 % der MTS Holdings Ltd – der Muttergesellschaft der Thamesport Ltd – und übernahm zugleich die Deckung von Schulden in Höhe von 27 Millionen britischen Pfund. Unter dem neuen Eigentümer wurde ein Ausbau des Hafens begonnen, mit dem die Kapazität auf etwa 635.000 TEU pro Jahr gesteigert werden konnte. 1997 arbeitete der Hafen profitabel; bei einem Umsatz von 27,3 Millionen britischen Pfund wurde ein Gewinn (vor Steuer) in Höhe von rund 2,5 Millionen britischen Pfund erzielt.
Im Februar 1998 verkaufte Rutland Partners LLP ihre Anteile an der Gesellschaft MTS Holdings Ltd zusammen mit einer kleinen Schifffahrtsgesellschaft namens „Maritime Haulage“ für 112 Millionen britische Pfund an die Hutchison Whampoa Group. Hutchison Whampoa betreibt mit den Häfen Felixstowe und Harwich auch zwei weitere bedeutende Häfen an der britischen Ostküste.
2001 wurde Thamesport zu einem Tiefwasserhafen ausgebaut. Für 3,5 Millionen britische Pfund wurde das Hafenbecken auf eine Solltiefe von 15,5 Meter erweitert, die Zufahrt auf eine minimale Tiefe von 12,5 Metern.
Zum 19. Juni 2008 erfolgte die Umbenennung des Hafens in London Thamesport.

## Anlagen
Kernstück des Hafens sind die 655 Meter langen Kaianlagen mit sechs Kranbahnen. Zur Zwischenlagerung steht eine Anlage mit einer Kapazität von 26.000 TEU zur Verfügung, deren 19 Kräne vollautomatisch ohne Kranführer die Platzierung von Containern übernehmen.
Insgesamt können jährlich etwa 635.000 TEU in Thamesport umgeschlagen werden. Langfristig soll durch einen weiteren Ausbau des Hafens die Kapazität verdoppelt werden.

## Verkehr
London Thamesport ist über die Fernstraße A228 mit Rochester, dem Motorway M2 Richtung Faversham und der mehrspurig ausgebauten Fernstraße A2 Richtung London verbunden.
Der Hafen besitzt ferner eine Anbindung an die eingleisige, seit 1961 ausschließlich im Güterverkehr genutzte Bahnstrecke von Hoo Junction (Gravesend) auf die Isle of Grain. Drei der im Güterverkehr tätigen Bahngesellschaften Großbritanniens – English, Welsh & Scottish Railway, Fastline Freight und Freightliner – fahren London Thamesport derzeit mit Containerzügen an. Der Anteil der Bahn am gesamten landseitigen Verkehr von und nach London Thamesport lag im ersten Halbjahr 2005 bei rund 25 %.